# Jello Biafra
Jello Biafra (Boulder, 1958. június 17. –) amerikai hardcore és punk rock-zenész, politikai aktivista. Leginkább a Dead Kennedys együttes énekeseként ismert. Jello Biafra művészneve a Jell-O márkanév és egy afrikai terület nevének kombinációja, amely 1967-70 között független állam volt Nigérián belül. A nigériai Biafra a nagy éhínségeiről vált nevezetessé. „Jello Biafra” művésznevét a tömegesen előállított élelmiszerek és a tömeges éhezés ironikus kombinációjaként hozta létre.

## Pályakép
Biafra a Dead Kennedys énekese volt. Az együttes felbomlása után önálló lett, ezekről a fellépésekről számos CD is megjelent.
Jello Biafra számos más zenekarral ia énekelt a Dead Kennedys után. Olyan zenekarokkal  dolgozott, mint a DOA, a NoMeansNo, a Lard, a Steelple Bathtub (Tumor Circus), a  Melvins.
Biafra az Alternative Tentacles lemezkiadó tulajdonosa is.
Politikai pályafutása során az Egyesült Államok Zöld Pártjának aktív tagja lett. A párt polgári engedetlenséget hirdet a politikai változások kikényszerítése érdekében.
1979-ben Jello Biafra néven San Francisco polgármesteri posztjáért is elindult. Gyorsan elfogadták azt a törvényt, amely lehetetlenné tette, hogy más néven induljon a választáson. 2000-ben az amerikai Zöldek elnöki posztjáért indult, de nem nyerl.
2011 augusztusában európai turnéja volt. Amszterdamban, a Melkwegben léptek fel. 2011 őszén koncertet adott az Egyesült Államokban a Victims Family-vel. 2013 augusztusában a Guantanamo School of Medicine-n lépett fel.

## Zenék
- 1989: Last Scream of the Missing Neighbors
- 1990: 1000 Homo Djs – Supernaut
- 1991: The Sky Is Falling and I Want my Mommy
- 1991: Tumor Circus
- 1993: Will the Fetus Be Aborted?
- 1994: Prairie Home Invasion
- 1995: Jello Biafra with Plainfield (EP)
- 1999: No WTO Combo – Live from the Battle in Seattle
- 2004: Never Breathe What You Can’t See
- 2005: Sieg Howdy!
- 2008: Jezebel (Single)
- 2009: Average Men (Single)
- 2009: Jello Biafra and the Guantanamo School of Medicine – The Audacity of Hype
- 2011: Jello Biafra and the Guantanamo School of Medicine – Enhanced Methods of Questioning
- 2013: Jello Biafra and the Guantanamo School of Medicine – White People and the Damage Done
- 2015: Jello Biafra and the New Orleans Raunch and Soul All-Stars: Walk on Jindal’s Splinters
- 2017: Die Toten Hosen - Laune der Natur Spezial Edition (Remake)
- 2020: Jello Biafra and the Guantanamo School of Medicine – Tea Party Revenge Porn

## Szövegek
- 1987: No More Cocoons
- 1989: High Priest of Harmful Matter: Tales from the Trial
- 1991: I Blow Minds for a Living
- 1991: Die for Oil, Sucker (7’’)
- 1994: Beyond the Valley of the Gift Police
- 1998: If Evolution Is Outlawed, Only Outlaws Will Evolve
- 2000: Become the Media
- 2000: Emergency Election Special / The Green Wedge (7’’)
- 2002: The Big Ka-Boom, Part One
- 2002: Machine Gun in the Clown’s Hand
- 2006: In the Grip of Official Treason

## Filmek
- Jello Biafra az IMDb-n